# Стефан Димитров Стоянов
Стефан Димитров Стоянов е български писател, син на писателя Радой Ралин. Съавтор на книгата „Радой: смутителят на реда и тоягата на властта“ от 2013 г., заедно със съпругата си Таня Стоянова. 

## Биография
Учи до 2016г. в Университета по библиотекознание и информационни технологии.
Работи до 2019г. като митнически служител в Летище София, контрольор в столичния градски транспорт, охранител и др.
Живее в Кралство Нидерландия с жена си и трите си деца.